# Ornithidium coccineum
Ornithidium coccineum là một loài thực vật có hoa trong họ Lan. Loài này được (Jacq.) Salisb. ex R.Br. mô tả khoa học đầu tiên năm 1813.

## Hình ảnh

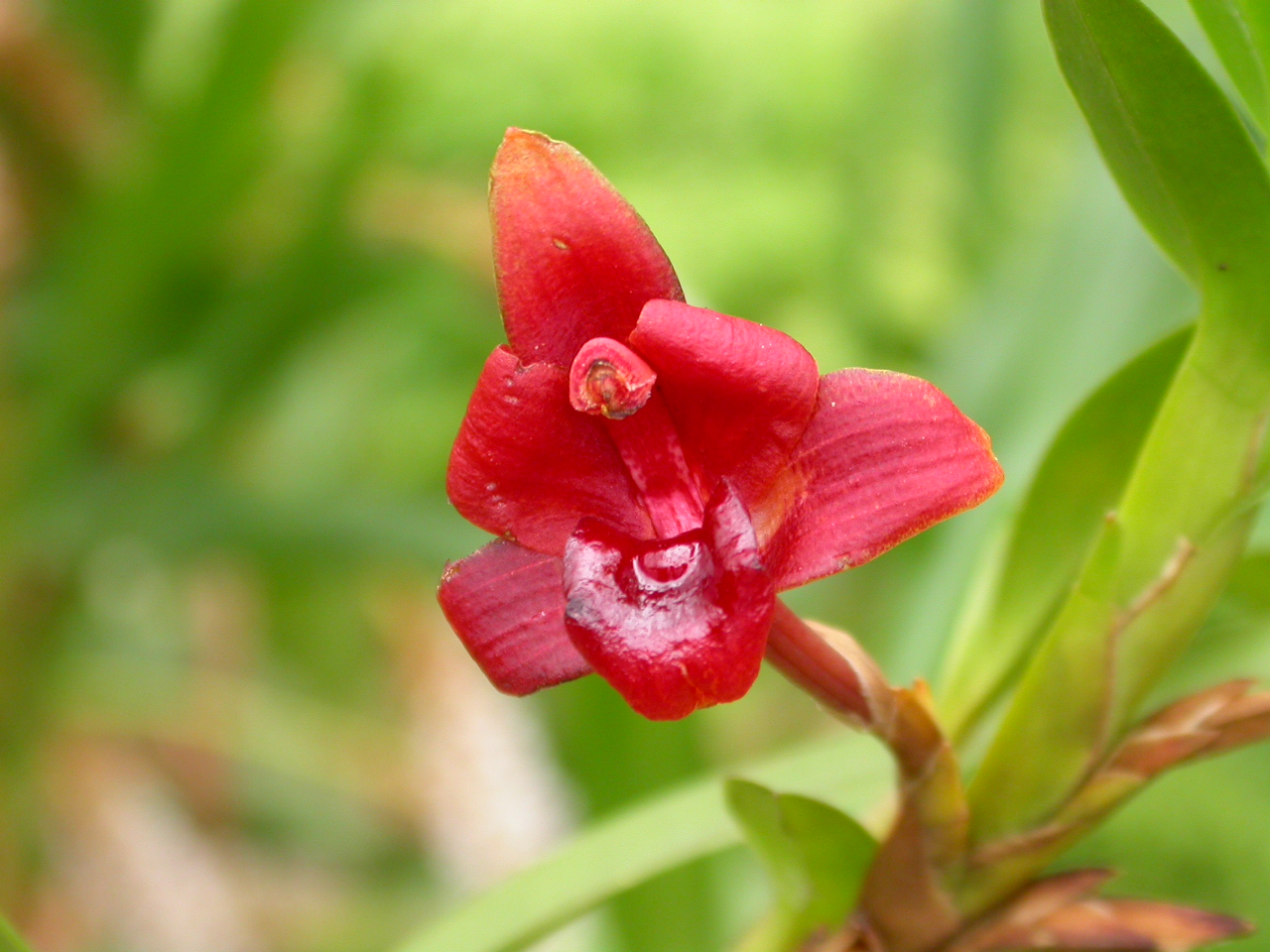